# جوش توماس
جوشوا مايكل توماس «جوش توماس» (بالإنجليزية: Josh Thomas)‏ (ولد في 1 مايو 1987 في بلاك ووتر، كوينزلاند الأسترالية)هو فنان كوميدي، ممثل وكاتب تلفزيوني أسترالي. في عام 2005 حين كان يبلغ 17 أصبح اصغر رابح على الإطلاق في مسابقة مهرجان ملبورن الدولي للكوميديا، ظهر على شاشة التلفزيون في العديد من المرات، منها في برنامج Talkin' 'Bout Your Generation على قناة Network Ten الأسترالية. في عام 2013 توماس حصل على جائزة ABC2 على المسلسل التلفزيوني المستوحى من حياته من فضلك مثلي، والذي شارك بكتابته مع العديد من النجوم الأستراليين.

## نشأته
ولد توماس في بلاك ووتر، ولاية كوينزلاند ‏، وترعرع في تشابل هيل وويست ليك في الضواحي الغربية من بريزبن، في عام 2004 تخرج من المدرسة الثانوية، ثم درس لشهادة البكالوريوس في الصناعات الإبداعية، وتخصص في التلفزيون في جامعة كوينزلاند للتكنولوجيا ولكنه انسحب بعد سنة واحدة.

## سيرته
في عام 2005، في سن الـ 17 أصبح جوش توماس اصغر فائز بجائزة الكوميديا في مهرجان ملبورن الدولي، ووصل إلى نهائيات So You Think You're Funny في مهرجان إدنبرة الدولي. في العام التالي، اختيره للأداء في The Comedy Zone وهو معرض لعرض الكوميديا الواعدة في أستراليا.
في عام 2007، ولأول مرة قدم جوش توماس في مهرجان الكوميديا الدولي ملبورن أول عرض منفرد باسم "Please Like Me" حيث حصل على جائزة مطار ملبورن لأفضل القادمين. قام بعمل جولة لعروض حية محليا ودوليا، وظهر في مهرجانات ادنبره ومونتريال الكوميدية.
في عام 2010، أعلن عن مثليته في جولته التي كانت تحت عنون"Surprise" في كل من أديلايد فرنج ومهرجان الكوميديا بريسبان ومهرجان ملبورن الدولي للكوميديا.
في عام 2011، قام بعمل جولة بأسم"Everything Ever" في مهرجان ملبورن للكوميديا بالإضافة لاماكن أخرى.

### بودكاست
جوش توماس لديه بريد صوتي يدعى «جوش توماس والأصدقاء» والمتاح على ايتونز والذي يشاركه فيه أصدقائه الكوميديين ميليندا باتل وتوم وارد. بدأت السلسلة الأولى عام 2009 وفي عام 2011 تم الإفراج عن السلسلة الثالثة وحذف كل من السلسلة الأولى والثانية.

### كتابات
كتب توماس العديد من المقالات لمجلة"magazine Girlfriend" وهي من أكثر مجلات المراهقين شعبية في أستراليا.

### التلفزيون
ظهر توماس كضيف شرف في كثير من البرامج التلفزيونية الأسترالية منها:The Sideshow, Stand Up Australia،Ready Steady Cook،Good News Week،Rove Live،Celebrity Splash and The Project.
في عام 2009، كان منظم وقائد فريق Generation Y على Network Ten's Talkin' 'Bout Your Generation. أيضا ظهر في برنامج Celebrity MasterChef Australia
في مارس 2011، استضافه مهرجان ملبورن الدولي للكوميديا الذي يقام سنويا وكان الحدث لدعم منظمة أوكسفام.
ظهر أيضا في العديد من المرات بقناة ABC على البرنامج الحواري الشهير Q&A إحدى الحلقات كانت عن استكشاف قضايا الصحة العقلية في المناطق الريفية وحصل نقاشه مع النائب بوب كاتر على اهتمام وسائل الاعلام

#### Please Like Me
في فبراير 2013، المسلسل التلفزيون Please Like Me الذي كتبه جوش توماس يعرض على ABC2. حصلت شبكة Pivot على حقوق بثة في الويات المتحدة الأمريكية ولاول مرة جميع الحلقات الست تم بثها في 1 أغسطس 2013 احتفالا بانطلاقة القناة بعد العرض الأول للحلقة الأولى على الإنترنت. مبدئيا الست حلقات الأولى كانت استنادا على مواقفه في عروض الستاند اب كوميدي وبطولتة.
في عام 2014، تم ترشيح المسلسل لجائزة إيمي الدولية لأفضل مسلسل كوميدي.وبعمله في هذه السلسلة، فاز توماس بالعديد من الجوائز بما في ذلك جائزة AACTA لأفضل سيناريو تلفزيوني.
في ديسمبر 2016، تم بث المسلسل على شبكة Netflix العالمية.
في 2 فبراير 2017 أعلن جوش توماس على وسائل التواصل الاجتماعي ان الموسم الرابع هو الموسم الأخير.

## الحياة الشخصية
في 2009 ذكر توماس في برنامج في نهائي برنامج Good News Week انه ملحد.
وفي نوفمبر 2009 قال توماس عبر برنامجه في البرودكاست انه على علاقة مع توم بالارد المقدم في اذاعة Triple J radio ولكنهما انفصلا في شهر يونيو عام 2010 أي بعد 16 شهرا من المواعدة.
حاليا ومنذ عام 2012 توماس على علاقة مع الممثل الأسترالي Josh Schmidt الثنائي التقيا في ورشة عمل ABC.
في عام 2010، تم اختيار توماس من قبل قراء samesame.com.au باعتباره واحد من 25 من المثليين الأستراليين الأكثر تأثيرا.
جوش توماس لديه شقيقة كبرى تدعى Nikki، واخ أكبر يدعى Drew، ولديه الكلب John الذي ظهر معه في اغلب حلقات مسلسل بليز لايك مي.

## روابط خارجية
- جوش توماس على موقع IMDb (الإنجليزية)
- جوش توماس على موقع ألو سيني (الفرنسية)
- جوش توماس على موقع قاعدة بيانات الفيلم (الإنجليزية)
- جوش توماس على موقع كينوبويسك (الروسية)